# Щуче (Заводоуковський міський округ)
Щу́че (рос. Щучье) — присілок у складі Заводоуковського міського округу Тюменської області, Росія.
Населення — 533 особи (2010, 548 у 2002).
Національний склад станом на 2002 рік:
- росіяни — 89 %